# غشائية آجرية اللون
غشائية آجرية اللون (الاسم العلمي: Hymenobacter latericoloratus) هي نوع من البكتيريا، سلبية الغرام، تتبع جنس غشائية.